# Tratado de Arras
El Tratado de Arras fue un tratado firmado en 1435, hacia finales de la Guerra de los Cien Años, entre el monarca francés Carlos VII y el duque Felipe el Bueno de Borgoña.

## Preludio
Los borgoñeses, enemigos de los armagnacs, se habían arrimado en la guerra con los ingleses después de la derrota de Azincourt en 1415. Por ello el duque de Borgoña,  Juan I, apodado como Juan Sin Miedo, fue asesinado en una entrevista con el delfín Carlos, el futuro Carlos VII. A causa de su asesinato su hijo y sucesor, Felipe III, el Bueno, solidificó la alianza de Borgoña con los ingleses con su apoyo al Tratado de Troyes en 1420, en el que se desheredaba al delfín en beneficio del futuro rey de Inglaterra, Enrique VI. Desde entonces apoyó con sus ejércitos la causa inglesa.
Todo cambió con la aparición de Juana de Arco y su lucha por el delfín y contra los ingleses invasores. Con sus victorias, que llevaron a la coronación de Carlos VII en Reims, los borgoñeses se quedaron atemorizados. A pesar de conseguir la captura de Juana y entregarla a los ingleses, que la quemaron en Rouen (1431), los temores aumentaron, ya que desde entonces se había convertido en un mártir de esa causa.

## Tratado
Teniendo el temor de pagar por las consecuencias de esa acción, los borgoñeses decidieron arrimarse por ello otra vez con Carlos VII, que, fortalecido por lo ocurrido, era aun así consciente de la necesidad de una alianza con Borgoña para poder echar definitivamente a los ingleses de Francia. Todo esto se concretó finalmente en 1435, cuando se convocó un congreso de paz en Arras el 5 de agosto bajo la dirección de la iglesia con el propósito de obtener una solución pacífica a la Guerra de los Cien Años y en la que debían participar los ingleses, franceses y borgoñeses.  
Todos aparecieron en la conferencia, pero, a causa de ataques franceses hacia los ingleses, los ingleses abandonaron la conferencia en medio de las conversaciones que tuvieron lugar allí, lo que dio a los otros dos bandos la oportunidad de elaborar allí el correspondiente tratado en su ausencia. Fue firmado el 21 de septiembre de 1435. En el tratado, Francia y la Borgoña se reconciliaron finalmente y se enterró así el largo enfrentamiento entre los armagnacs y los borgoñeses.  
Los puntos del tratado fueron los siguientes:
- Abandono de Felipe III, el Bueno, de sus aliados ingleses
- Reconocimiento a Carlos VII como Rey de Francia por parte de Felipe el Bueno
- Cesión al duque de Borgoña de los pueblos del Somme, de los condados de Auxerre y de Macon y reconocimiento de las adquisiciones hechas hasta entonces por los borgoñeses
- Ningún pago de tributo por parte de los borgoñeses a la corona
- Condena del asesinato del padre de Felipe, el duque Juan Sin Miedo por parte de Carlos VII y castigo de los asesinos

También es importante mencionar la importancia del papel del papa Eugenio IV y del Concilio de Basilea en la mediación que llevó a este resultado, ya que dieron opiniones legales, que absolvieron a Felipe de sus antiguas obligaciones hacia su antiguo aliado, el Reino de Inglaterra, y posibilitaron así esta nueva alianza con Carlos.

## Consecuencias
Como siguieron con sus pretensiones al trono de Francia, los ingleses rechazaron el Tratado de Arras y la guerra entre los dos países continuó. Sin embargo la situación cambió a partir de entonces para Inglaterra. Gracias a esa alianza, ellos ya no pudieron contener a los ejércitos de Carlos VII, que, después de haber tomado París el año siguiente, echaron a los ingleses de Francia gradualmente hasta haberlos vencido definitivamente en Castillon (1453), lo que significó el fin de los ingleses en Francia, con la excepción del Pale de Calais, que permaneció en poder inglés hasta 1558.